# Kostel Vzkříšení (Podgorica)
Kostel Vzkříšení v Podgorici (černohorsky Саборни Храм Христовог Васкрсења) je kostel srbské pravoslavné církve v hlavním městě Černé Hory Podgorice. Pro svou krásu se stal vděčným cílem turistů. Do kostela míří i ortodoxní pravoslavní poutníci.

## Stavba
Výstavba katedrály začala v roce 1993 a trvala 20 let. Dnes se řadí mezi nejkrásnější na Balkáně. Kostel má dvě věže vysoké 27,5 m, vybavené 17 zvony vyrobenými v Rusku. Největší z nich váží 1100 kg a je zároveň největším zvonem na Balkáně. V podnoží věží jsou malé kostelíky sv. Simeona Mirotočiva a sv. Jovana Vladimíra.

## Výzdoba
Bohatá výzdoba chrámu obsahuje fresky se zlacením, zhotovené 800 let starou technikou, kamenné plastiky, mozaiky a sochy.
Mezi jeho zajímavosti patří kontroverzní freska, kde autor do ohně pekelného situoval i komunistického diktátora Tita, spolu s mysliteli Marxem a Engelsem, na jejichž myšlenkách byla komunistická ideologie vybudována.

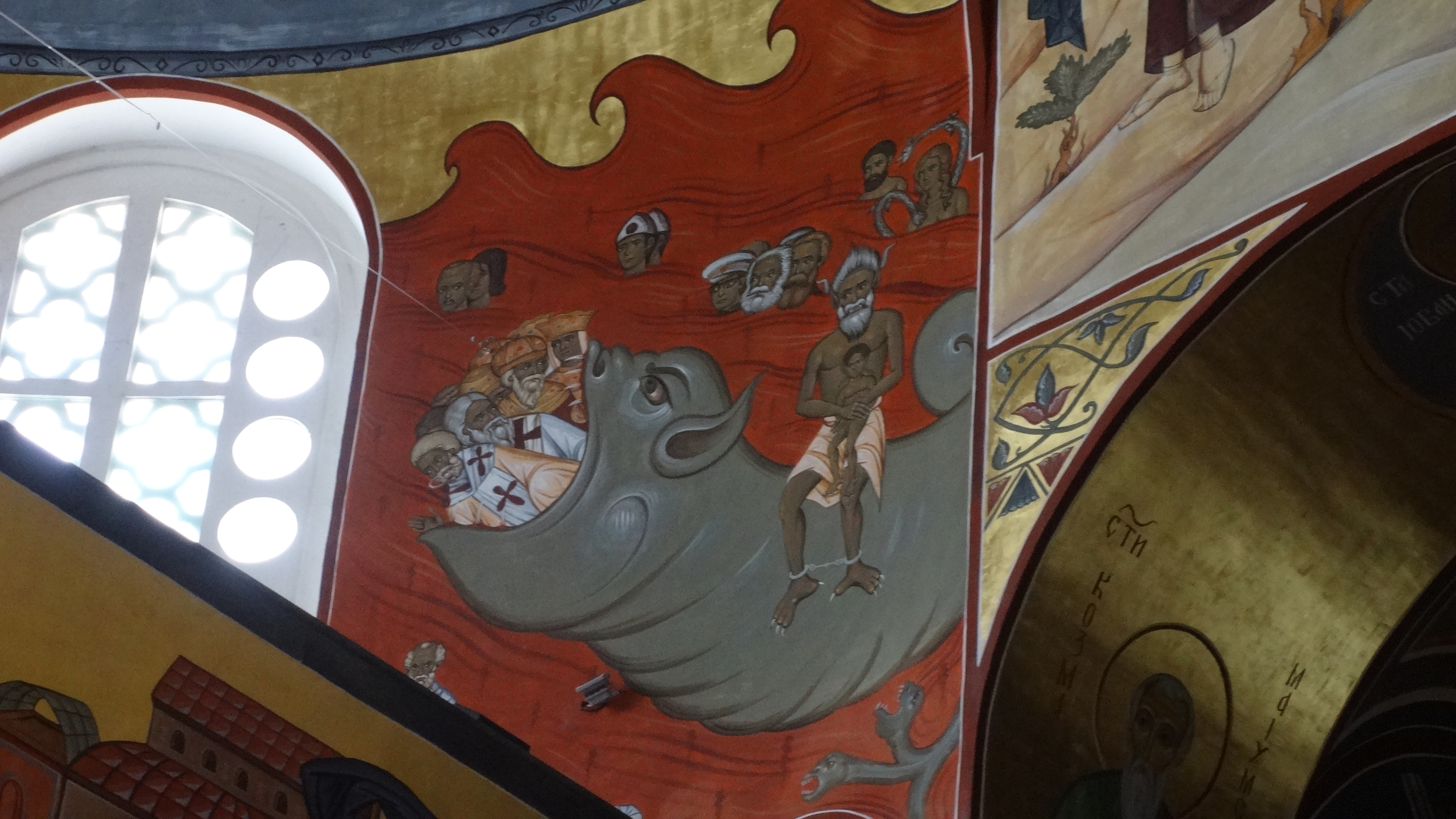
Část fresky s ohněm pekelným.